# Chomýž
Obec Chomýž (německy Komeisch) se nachází v okrese Kroměříž ve Zlínském kraji, asi 5 km jihozápadně od Bystřice pod Hostýnem. Žije zde 372 obyvatel.

## Název
Původ pojmenování vesnice se zatím nepodařilo objasnit.

## Historie
První písemná zmínka o obci pochází z roku 1365, údajně však existovala již při Mongolském vpádu na Moravu v roce 1241.

## Znak
Základem znaku je obecní razítko a pečeť z roku 1749, v jehož poli byla rostlina se třemi květy. Byl doplněn heraldickou figurou z erbu držitelů hradu Křídlo pánů z Cimburka a obci udělen rozhodnutím předsedy Poslanecké sněmovny dne 15. července 1993. Popis znaku: dělený štít, v horním modrém poli vyrůstají z dělicí čáry ze společného zeleného stonku tři stříbrné květy o šesti lístcích, dolní pole dělené trojím cimbuřovým řezem střídavě stříbrně a červeně.

## Obyvatelstvo

### Struktura
Vývoj počtu obyvatel za celou obec i za jeho jednotlivé části uvádí tabulka níže, ve které se zobrazuje i příslušnost jednotlivých částí k obci či následné odtržení.
| Místní části   | Místní části | 1869 | 1880 | 1890 | 1900 | 1910 | 1921 | 1930 | 1950 | 1961 | 1970 | 1980 | 1991 | 2001 | 2011 |
| -------------- | ------------ | ---- | ---- | ---- | ---- | ---- | ---- | ---- | ---- | ---- | ---- | ---- | ---- | ---- | ---- |
| Počet obyvatel | část Chomýž  | 327  | 352  | 349  | 391  | 408  | 378  | 335  | 345  | 352  | 328  | 375  | 329  | 346  | 347  |
| Počet domů     | část Chomýž  | 52   | 57   | 57   | 60   | 62   | 60   | 69   | 78   | 81   | 84   | 93   | 101  | 111  | 122  |

## Pamětihodnosti
- Hraniční kříž u silnice do Hlinska pod Hostýnem
- Sousoší svaté Anny, stojí při cestě do Jankovic
- Památník padlým v první světové válce
- Památník obětem druhé světové války

## Galerie

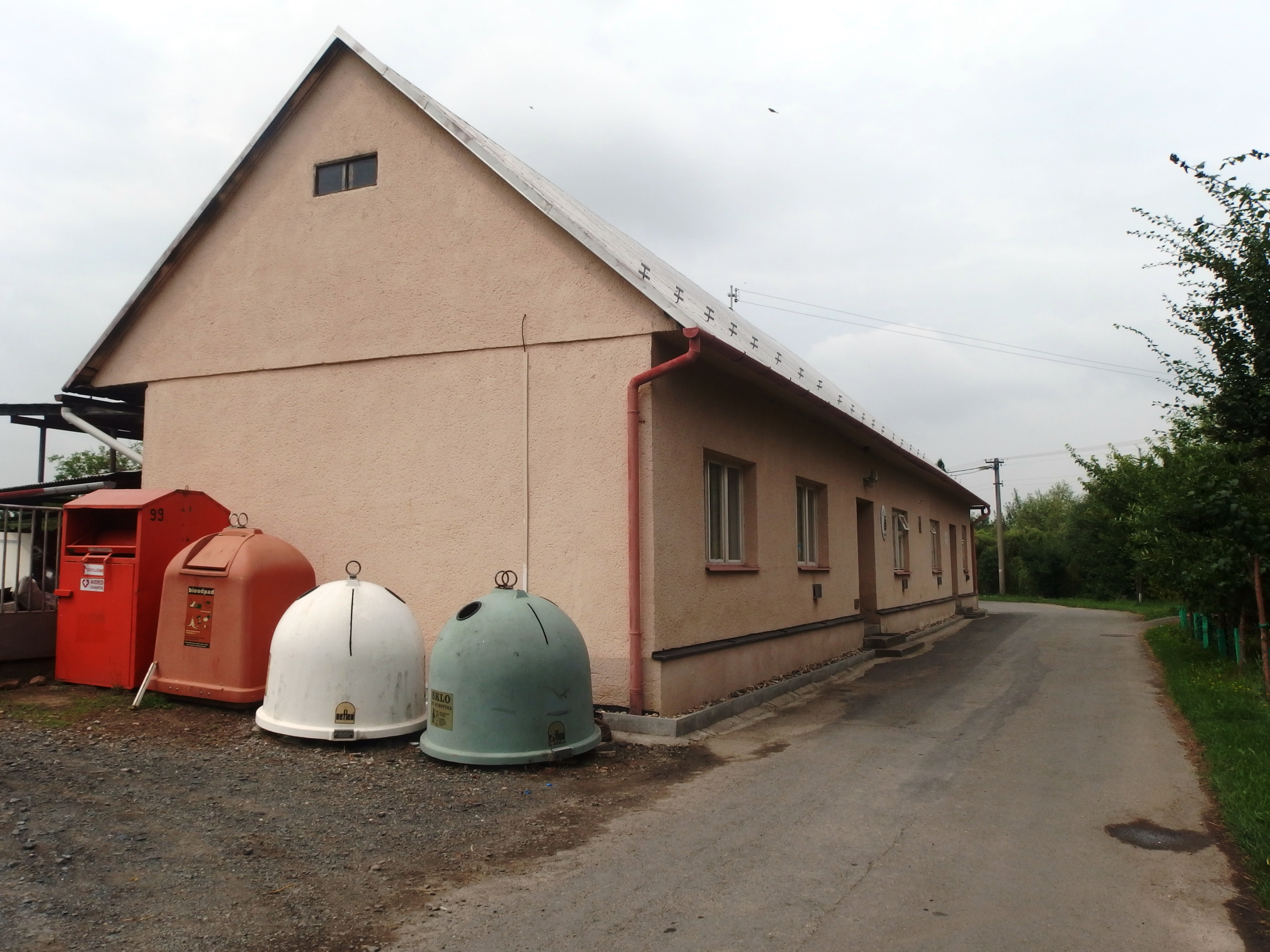
Obecní úřad
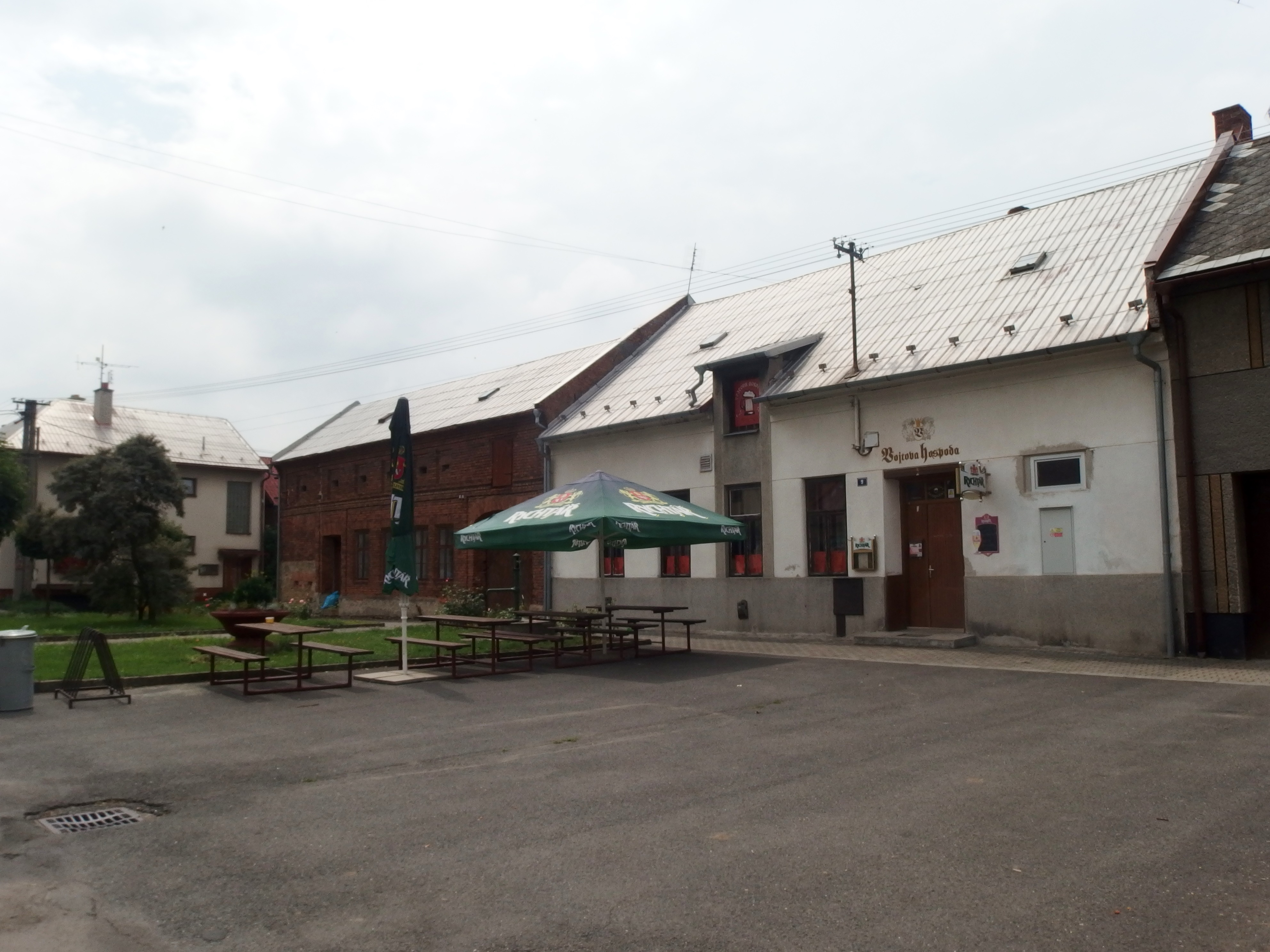
Vojtova hospoda
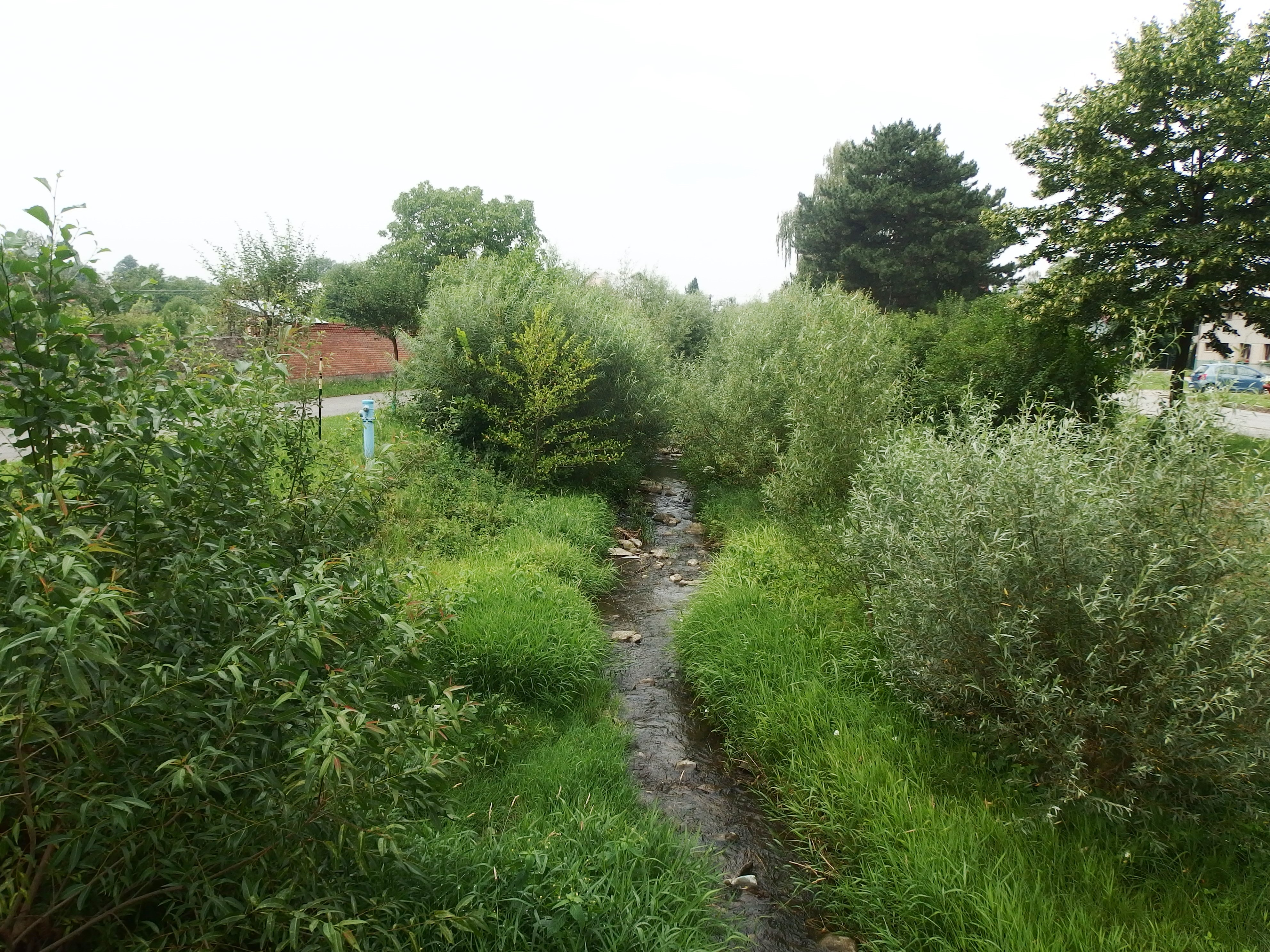
Říčka Rusava
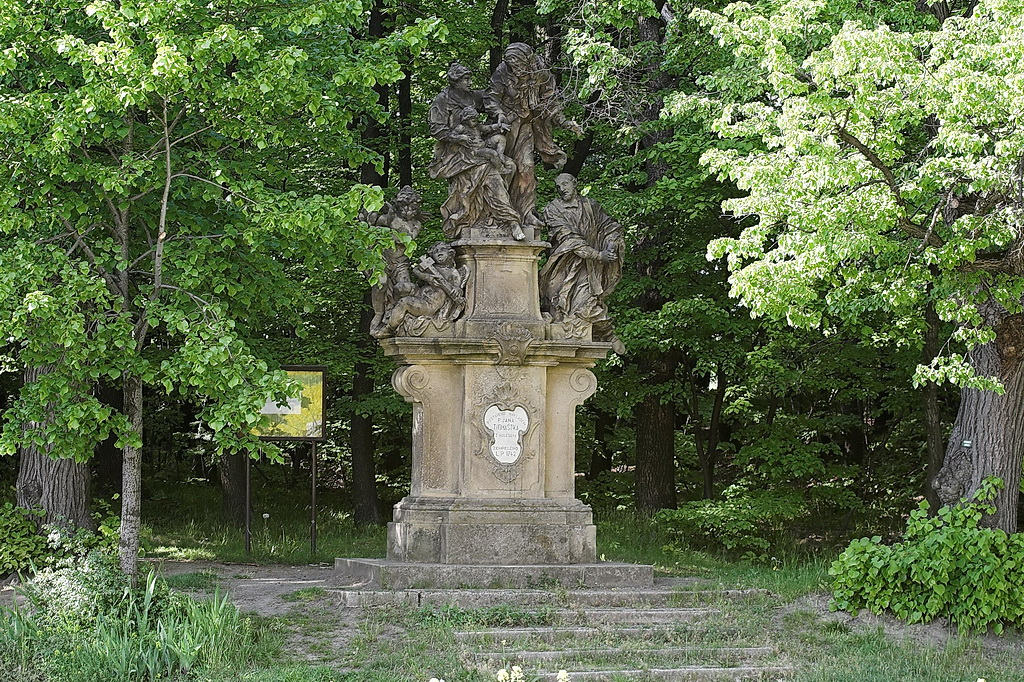
Barokní pískovcové sousoší svaté Anny z r. 1752 od O. Zahnera u cesty do Jankovic

## Osobnosti
- František Dvorník (1893–1975), byzantolog
- Josef Macůrek (1901–1992), historik

## Sdružení a spolky
- Sdružení dobrovolných hasičů Chomýž